# Sewel górski
Sewel górski (Aplodontia rufa) – gatunek gryzonia; jedyny żyjący przedstawiciel rodziny sewelowatych i rodzaju sewel (Aplodontia). Występuje w górach południowo-zachodniej Kanady i górach północno-zachodniej części USA, wzdłuż wybrzeża Pacyfiku. Jest uważany za najbardziej prymitywnego przedstawiciela rzędu gryzoni. Ponieważ ma problemy zarówno z utrzymaniem ciepłoty, jak i wilgotności ciała, zimą przechodzi hibernację, a w gorących okresach lata popada w odrętwienie. Prowadzi samotniczy tryb życia. Każdy osobnik ma swój własny system podziemnych korytarzy. Pod względem zagrożenia wymarciem sewel uważany jest za gatunek niższego ryzyka (patrz Czerwona Księga). 

## Budowa

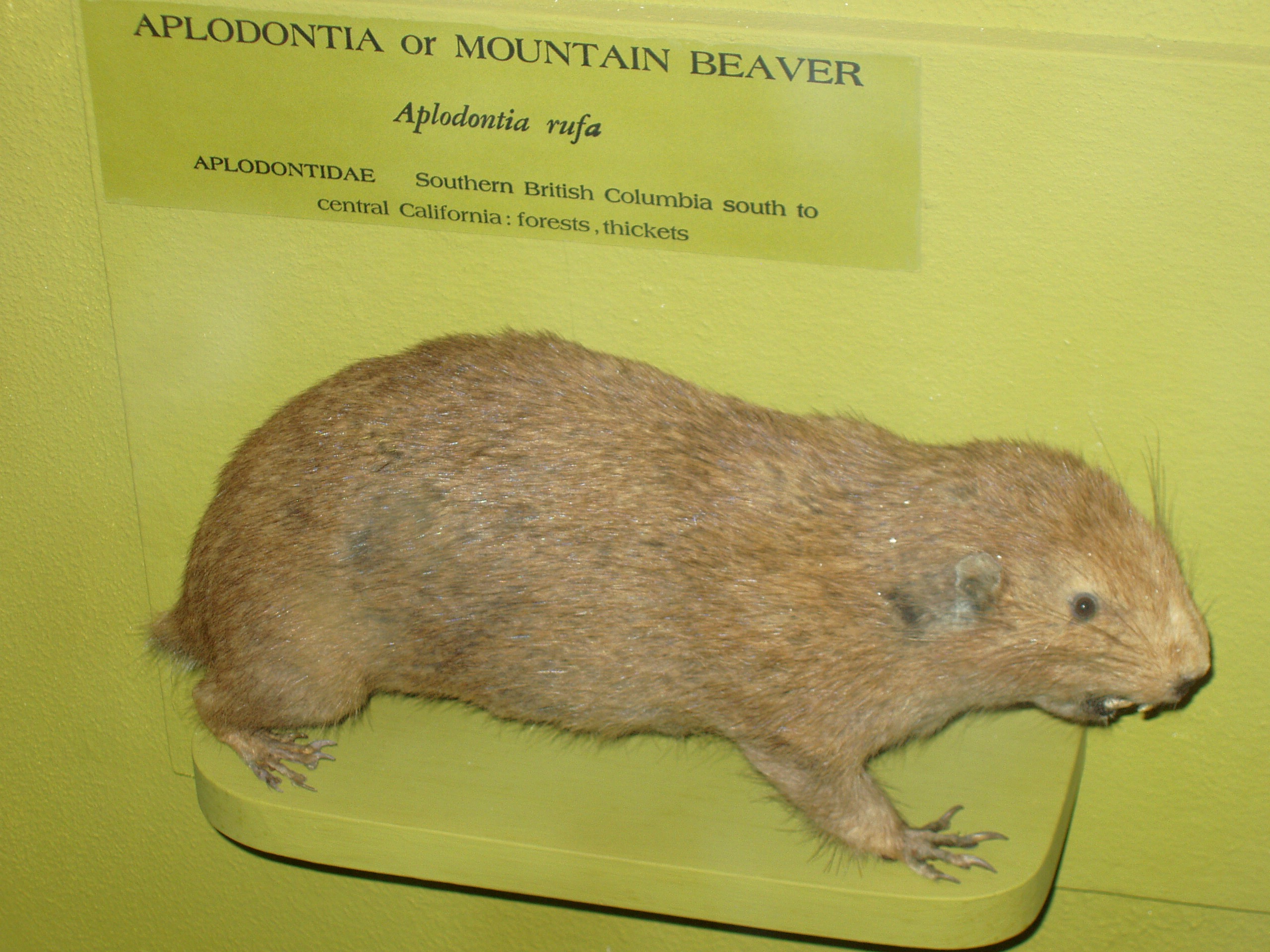
Okaz w Uniwersytecie Harwardzkim

Jest to średniej wielkości gryzoń, ważący około 1 kg.
Sewel górski wykazuje prymitywną budowę ciała.
Mięśnie żuchwy tworzą typ protrogomorficzny. Zęby policzkowe cechują się niepofałdowaną powierzchnią.
| Wzór zębowy | Wzór zębowy | I | C | P | M |
| ----------- | ----------- | - | - | - | - |
| 22          | =           | 1 | 0 | 2 | 3 |
| 22          | =           | 1 | 0 | 1 | 3 |

Moszna nie występuje.

## Ewolucja
Sewel górski znany jest od późnego plejstocenu.

## Systematyka
Sewel górski jest jedynym dzisiejszym przedstawicielem rodziny sewelowatych. Rodzina ta, wraz z pokrewnymi rodzinami wiewiórkowatych i popielicowatych, zalicza się do podrzędu wiewiórkokształtnych w rzędzie gryzoni.
Wyróżnia się siedem podgatunków sewela górskiego:
- A. rufa californica (Peters, 1864)
- A. rufa humboldtiana Taylor, 1916
- A. rufa nigra Taylor, 1914
- A. rufa pacifica Merriam, 1899
- A. rufa phaea Merriam, 1899
- A. rufa rainieri Merriam, 1899
- A. rufa rufa (Rafinesque, 1817)

## Rozmieszczenie geograficzne
Zwierzę żyje w Ameryce Północnej, na zachodzie kontynentu. Na północy zasięg występowania gatunku obejmuje obszar południowej Kanady (Meritt, Kolumbia Brytyjska), na południu – północnej Kalifornii (Sierra Nevada, zachodnio-środkowa Nevada, Point Arena, Pt Reyes w Stanach Zjednoczonych; także w stanach Waszyngton i Oregon). Najbardziej ograniczony zasięg występowania ma podgatunek A. rufa nigra, zasiedlając 60 km² w okolicy Point Arena).

## Siedlisko
Sewel górki zamieszkuje obszary wilgotne i stosunkowo ciepłe, ponieważ nie dysponuje wydolną termoregulacją i osmoregulacją. Według badaczy IUCN – również chłodne Zasiedla wilgotne, górskie lasy, jak również tereny porośnięte krzewami, zwłaszcza położone blisko wody.
Preferuje wilgotne gleby. Zwierzę kopie system nor i korytarzy, w których wiedzie samotne życie (niekiedy spotyka się luźno związane kolonie). W Kalifornii wychodzą one na stoki północne, zaś w Kolumbii Brytyjskiej – na południowe. Zazwyczaj nie oddala się od nich daleko. Żywi się pokarmem roślinnym, do którego zaliczają się paprocie, siewki drzew, liści i gałęzie. Zimą spożywa igły. Lubi roślinność sucholubną.
Potrafi dobrze pływać i wspinać się na drzewa, aczkolwiek nie prowadzi wodnego ani nadrzewnego trybu życia. Zwłaszcza zimą przebywa w norze, w której buduje z liści, traw i gałązek gniazdo o owalnym kształcie.
Na hektar przypada zwykle od czterech do ośmiu osobników, niekiedy nawet do dwudziestu. Pojedynczy osobnik zajmuje areał od 0,03 do 0,20 ha, ze średnią 0,12 ha.
Na sewele polują kojot i ryś, a ze zwierząt udomowionych psy i koty.

## Rozmnażanie
Górski klimat nie sprzyja gwałtownemu rozrodowi. Sewele są monoestryczne. Rozród następuje raz w roku. Po trwającej od 28 do 30 dni ciąży, w marcu lub kwietniu (w północnej części zasięgu występowania niekiedy na początku maja) matka rodzi od dwóch do czterech słabo rozwiniętych osesków. Przez 6–8 tygodni karmi je mlekiem. U rocznych samic może dojść do owulacji. Jednakże nie przystępują one jeszcze do rozrodu, który rozpoczynają w wieku dwóch lat. Nieliczne z nich dożywają wieku 5–6 lat. IUCN określa czas trwania pokolenia na 4 lata.

## Zagrożenia i ochrona
Sewel górski to gatunek najmniejszej troski. Uznawany jest za szkodnika. Występuje pospolicie, nie licząc niektórych obszarów Kalifornii. Zagrożone są jedynie dwa podgatunki – A. rufa nigra i A. rufa phaea. Jako przyczyny wskazuje się pożary, rolnictwo (wypas zwierząt gospodarskich i sprowadzanie egzotycznych roślin), budowę domów, zmianę reżimu wodnego, psy i koty. W Kalifornii niektóre populacje podlegają ochronie.